# Джерокарне
Джерока̀рне (на италиански: Gerocarne, на местен диалект Juracàrne, Юракарне) е село и община в Южна Италия, провинция Вибо Валентия, регион Калабрия. Разположено е на 241 m надморска височина. Населението на общината е 2300 души (към 2012 г.).